# Campeonato Nacional de Rodeo de 2005
El 57.º Campeonato Nacional de Rodeo se desarrolló, como es tradicional, en la ciudad de Rancagua entre el 1 y el 3 de abril del año 2005. 
Los campeones fueron Claudio y Rufino Hernández, que son hermanos y lo hicieron montando a las yeguas "Morenita" e "Inventada", cabe destacar que desde 1994 que una collera de yeguas no ganaba la final, cuando Juan Carlos Loaiza y Eduardo Tamayo ganaran con "Esbelta" y "Escandalosa". Estos jinetes lograban su primer título nacional luego de una esforzada carrera en el rodeo.
En la final del movimiento de la rienda el 1º lugar lo obtuvo Alfonso Navarro sobre "Entallado" con 73 puntos, con lo anterior el popular "Chiqui" Navarro obtuvo su cuarto título nacional en la rienda. Durante este año por primera vez se disputó el campeonato del movimiento de la rienda femenino, esta competencia fue ganada por la amazona Romané Soto que obtuvo el campeonato con 57 puntos. Esta amazona había sido ganadora en distintas ocasiones de las Pruebas Ecuestres Chilenas.
En otro ámbito el ganador del "sello de raza" fue gando por el potro "Melí", montado por Emiliano Ruiz. Varias colleras de renombre no lograron clasificar a la final, el caso más emblemático fue el de los excampeones del año 2003, Sebastián Walker y Camilo Padilla, quienes eran grandes favoritos. 
Este campeonato estuvo marcado por el lamentable fallecimiento del papa Juan Pablo II. Es por tal razón que se realizó una inédita misa durante el desarrollo del campeonato. La serie de campeones iba a ser televisada por Mega pero se cubría en ese entonces la muerte del papa.

## Resultados

### Serie de campeones
La Serie de campeones la disputaron 35 colleras (parejas).
| Cuarto Animal 2005 | Cuarto Animal 2005                   | Cuarto Animal 2005          | Cuarto Animal 2005 | Cuarto Animal 2005 |
| ------------------ | ------------------------------------ | --------------------------- | ------------------ | ------------------ |
| Lugar              | Jinetes                              | Caballos                    | Asociación         | Puntaje            |
| 1º                 | Claudio Hernández y Rufino Hernández | "Morenita" y "Inventada"    | Talca              | 38                 |
| 2º                 | Juan Pozo y Rufino Hernández         | "Gesto Heroico" y "El Mamo" | Talca              | 36                 |
| 3º                 | José Urrutia y Luis Eduardo Cortés   | "Ignorante" y "Batuco"      | O'Higgins          | 29                 |
| 4º                 | Claudio Ríos y José León             | "Billete" y "Amigo Es"      | Valdivia           | 29                 |
| 5º                 | Diego Pacheco y Luis Huenchul        | "Cacarito" y "Indiano"      | Colchagua          | 29                 |
| 6º                 | José Luis Ortega y Jorge Ortega      | "Enlace" y "Reservado II"   | Los Andes          | 27                 |

### Movimiento de la rienda
| Movimiento de la rienda | Movimiento de la rienda | Movimiento de la rienda | Movimiento de la rienda |
| ----------------------- | ----------------------- | ----------------------- | ----------------------- |
| Lugar                   | Jinete                  | Caballo                 | Puntaje                 |
| 1º                      | Alfonso Navarro         | "Entallado"             | 73                      |
| 2º                      | Luis Eduardo Cortés     | "Alaraco"               | 61                      |
| 3º                      | José Manuel Rey         | "Acertijo"              | 53                      |

### Rienda femenina
| Rienda femenina | Rienda femenina     | Rienda femenina | Rienda femenina |
| --------------- | ------------------- | --------------- | --------------- |
| Lugar           | Jinete              | Caballo         | Puntaje         |
| 1º              | Romané Soto         | "Plebiscito"    | 57              |
| 2º              | María Teresa Guzmán | "Tandero"       | 50              |
| 3º              | María Teresa Guzmán | "Jactancia"     | 44              |

### Serie Mixta Criaderos
- 1º Lugar: José Luis Meier y Marcelo Rivas en "Estruendo" y "Malulo" (Biobío), 34 puntos (+4).
- 2º Lugar: Diego Pacheco y Luis Huenchul en "Fuste" y "Rosqueador" (Colchagua), 34 puntos (-1).
- 3º Lugar: Alfonso Navarro y Juan Pablo Cardemil en "Encontrón" y "Estimado" (Talca), 29 puntos.

### Serie Caballos
- 1º Lugar: Juan Carlos Loaiza y Eduardo Tamayo en "Diluvio" y "Dedal" (Valdivia), 32 puntos.
- 2º Lugar: Juan Pozo y Rufino Hernández en "Gesto Heroico" y "El Mamo" (Talca), 25 puntos.
- 3º Lugar: Juan Muñoz y Raúl Parrao en "Vivaracho" y "Relincho" (Talca), 24 puntos.

### Serie Yeguas
- 1º Lugar: Tomás Hechentleiner y Leonidas Rozas en "Esperanza" y "Esquiva" (Llanquihue-Chiloé), 25 puntos.
- 2º Lugar: Rafael Melo y Manuel Astudillo en "Alabanza" y "Reparona" (Valdivia), 22 puntos.
- 3º Lugar: Gastón Salazar y Pedro Pablo Salazar en "Presumida" y "Firmeza III" (Talca), 20 puntos.

### Serie Potros
- 1º Lugar: Diego Pacheco y Luis Huenchul en "Oyarón" y "Talero" (Colchagua), 33 puntos.
- 2º Lugar: Emiliano Ruiz y Tomás Meza en "Melí" y "Quemadito" (Litoral Central), 31 puntos.
- 3º Lugar: Felipe González y Ricardo González en "Aromo" y "Don Chololo" (Litoral Central), 29 puntos.

### Primera Serie Libre A
- 1º Lugar: Diego Pacheco y Luis Huenchul en "Cacarito" y "Indiano" (Colchagua), 31 puntos.
- 2º Lugar: Alfredo Moreno y Alfonso Navarro en "Esplendor" y "Ermitaño" (Talca), 30 puntos.
- 3º Lugar: Claudio Hernández y Rufino Hernández en "Morenita" y "Inventada" (Talca), 29 puntos.
- 4° Lugar: Mario Matzner y Alexi Troncoso en "Platanito" y "Estancado" (Llanquihue-Chiloé), 28 puntos.
- 5° Lugar: José Luis Ortega y Jorge Ortega en "El Quillay" y "Quillaicito" (Los Andes), 27 puntos.

### Primera Serie Libre B
- 1º Lugar: Raúl Willer y José Astaburaga en "Domingana" y "Operao" (Biobío y Osorno), 35 puntos.
- 2º Lugar: José Luis Ortega y Jorge Ortega en "Enlace" y "Reservado II" (Los Andes), 29 puntos.
- 3º Lugar: Juan Pablo Cardemil y Alfonso Navarro en Madrigal"" y "Escogido" (Talca), 28 puntos.
- 4° Lugar: Juan Carlos Loaiza y Eduardo Tamayo en "Estimulada" y "Barricada" (Valdivia), 27 puntos.
- 5° Lugar: Alberto Herrera y Ramón Salazar en "Pellín" y "Allegado" (Curicó), 26 puntos.

### Segunda Serie Libre A
- 1º Lugar: Gustavo Valdevenito y Cristian Flores en "Mortero" y "Tamarugo" (Malleco), 40 puntos.
- 2º Lugar: José Reyes y José Antonio Reyes en "Rajadiablo" y "Rencoroso" (Malleco), 34 puntos.
- 3º Lugar: Germán Varela y Pedro Vergara en "Gotita" y "Jalisco" (O'Higgins), 32 puntos.
- 4º Lugar: José Martínez y Juan Martínez en "Primavera" y "El Último Bellaquito" (O'Higgins), 30 puntos.

### Segunda Serie Libre B
- 1º Lugar: Fernando Atavales y Jhonny Aravena en "Relojeada" y "Retaca" (Melipilla), 31 puntos.
- 2º Lugar: Francisco Rossler y Mauricio Ordóñez en "Qué Más Quiero" y "Artillero en Domingo" (Ñuble), 29 puntos.
- 3º Lugar: Juan Morales y Ramón Yáñez en "Pinacho" y "Risueño" (Cardenal Caro), 27 puntos.
- 4° Lugar: Joaquín Grob y Héctor Navarro en "Quila" y "Costina" (Valdivia), 27 puntos.

## Clasificatorios
Las colleras que participaron en este campeonato nacional durante la temporada 2004-2005 tuvieron que ganar a lo menos un rodeo y obtener mínimo 15 puntos para acceder a los rodeos clasificatorios. Fueron 4 rodeos clasificatorios, 2 para la zona centro norte y dos para la zona centro sur.

### Primer Clasificatorio Centro Sur, Valdivia
- 1° Lugar: Claudio Ríos y José León (Valdivia) en "Billete" y "Amigo Es", 39+7 puntos.
- 2° Lugar: Juan Hernández y Juan Ramírez (Linares) en "Peñasco" y "Altanero", 39+4.
- 3° Lugar: Mario Matzner y Alexis Troncoso (Valdivia) en "Enquinchada" y "Quebradilla", 34.

### Primer Clasificatorio Centro Norte, Rengo
- 1° Lugar: Rodrigo Errázuriz y Aldo Zamorano (O'Higgins) en "Toñito" y "Etiqueta", 29.
- 2° Lugar: Gonzalo Vial y Cristián Ramírez (O'Higgins) en "Incrédulo" y "Cumpa", 28+8.
- 3° Lugar: Germán Varela y Pedro Vergara (O'Higgins) en "Jalisco" y "Gotita", 28+5.

### Segundo Clasificatorio Centro Sur, Los Ángeles
- 1° Lugar: Hardu Niklitschek y Guillermo Vásquez (Osorno) en "Tacote" y "Estruendo", 31.
- 2° Lugar: Mario Matzner y Alexis Troncoso (Chiloé) en "Platanito" y "Estancado", 28.
- 3° Lugar: Claudio Ríos y José León (Valdivia) en "Totora" y "Siesta", 27.

### Segundo Clasificatorio Centro Norte, Las Vizcachas
- 1° Lugar: José Urrutia y Luis Cortés (O'Higgins) en "Ignorante" y "Batuco", 30.
- 2° Lugar: Fernando Atavales y Johnny Herrera (Melipilla) en "Relojiada" y "Retocada", 29.
- 3° Lugar: Carlos Mondaca y Pedro Santa María (Curicó) en "Recuerdo" y "Piden", 26.

## Cuadro de honor temporada 2004-2005

### Jinetes
- 1.º Rufino Hernández
- 2.º Claudio Hernández
- 3.º Diego Pacheco
- 4.º Luis Eduardo Cortés
- 5.º Luis Huenchul
- 6.º Juan Pozo
- 7.º José Luis Ortega
- 8.º Claudio Ríos
- 9.º José León
- 10.º Alfonso Navarro

### Caballos
- 1.º Gesto Heroico
- 2.º Batuco
- 3.º El Mamo
- 4.º Cacarito
- 5.º Billete
- 6.º Ignorante
- 7.º Amigo Es
- 8.º Mortero
- 9.º Pellín
- 10.º Rosqueador y Rajadiablo

### Yeguas
- 1.º Inventada
- 2.º Morenita
- 3.º Gotita
- 4.º Esquiva
- 5.º Esperanza
- 6.º Presumida
- 7.º Alabanza
- 8.º Estimulada
- 9.º Reparona
- 10.º Primavera

### Potros
- 1.º Oyarón
- 2.º Tamarugo
- 3.º Enlace
- 4.º Indiano
- 5.º Melí
- 6.º Jalisco
- 7.º Reservado II
- 8.º Talero
- 9.º Quemaito
- 10.º El Último Bellaquito